# Painted Ladies
Pour les articles homonymes, voir Painted Ladies (homonymie).
L'expression Painted Ladies (qui signifie « dames peintes » en anglais) est une appellation générique américaine désignant les maisons de style victorien et édouardien peintes en trois couleurs ou plus afin de rehausser leurs détails architecturaux.
Cette expression fut utilisée pour la première fois, concernant les demeures victoriennes de San Francisco, par les écrivains Elizabeth Pomada et Michael Larsen dans leur ouvrage de 1978, Painted Ladies - San Francisco's Resplendent Victorians. 
Depuis lors cette appellation a été réutilisée, pour décrire des groupes de maisons victoriennes colorées, dans d'autres villes américaines, comme celles des régions du grand San Francisco et de La Nouvelle-Orléans, de la ville de Cape May au New Jersey, des quartiers de Charles Village à Baltimore, de Lafayette Square à Saint-Louis, de Columbia-Tusculum à Cincinnati ou du Old West End District à Toledo,,.

## Les Painted ladies de San Francisco

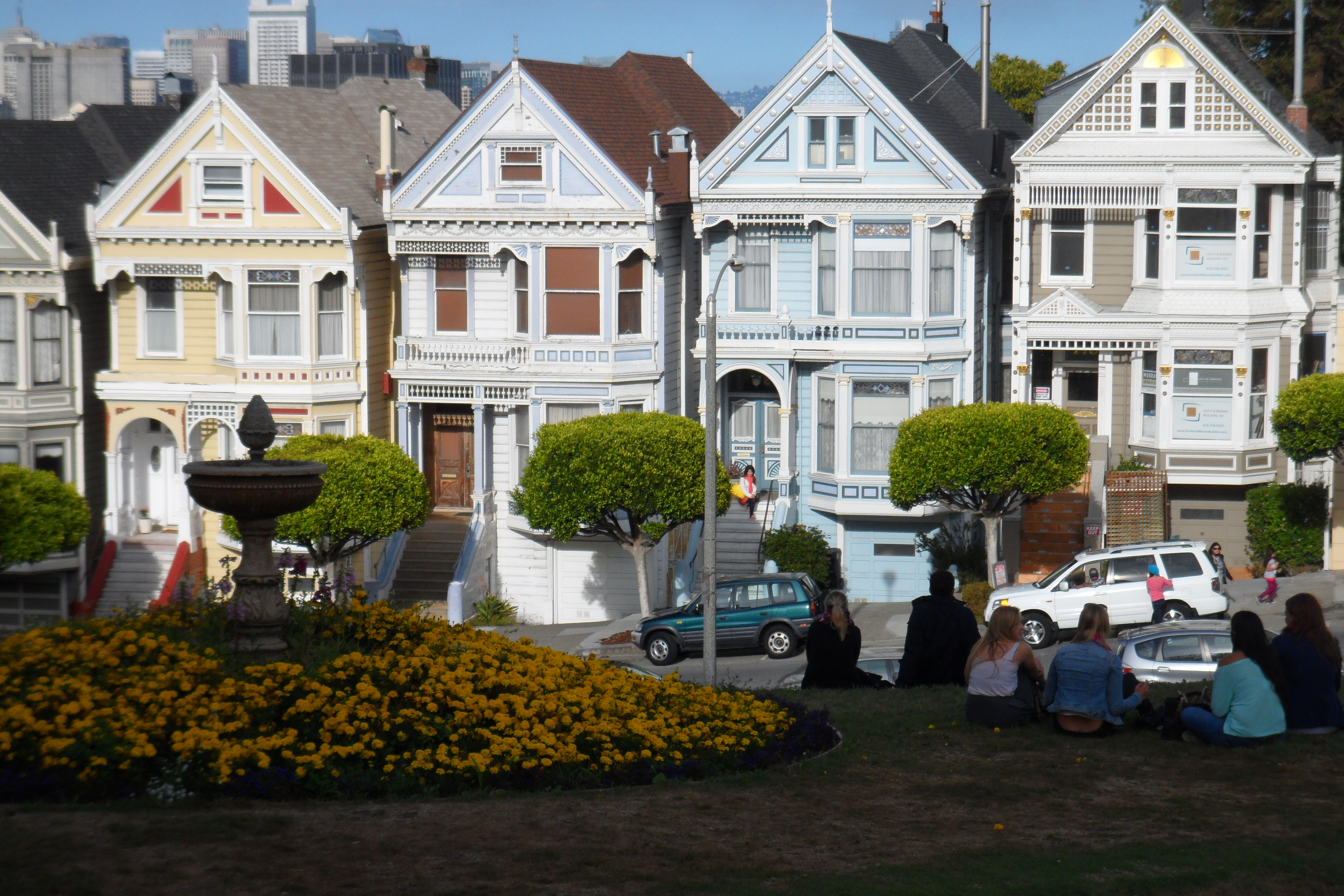
Painted Ladies de San Francisco

Environ 48 000 maisons de style victorien ou édouardien furent construites à San Francisco entre 1849 et 1915, et très souvent dans des couleurs vives.
L'un des groupes de Painted ladies les plus célèbres est la rangée de sept maisons situées Steiner Street, en face d'Alamo Square. Elles furent construites entre 1892 et 1896 par Matthew Kavanaugh, elles font partie des plus vieilles maisons de la ville.
Dans les années 2010, le prix de ces maisons était évalué à plusieurs millions de dollars : ainsi, en 2014, l'une d'elles a été vendue 3,1 millions de $, alors que le propriétaire l'avait acheté 65 000 $ en 1975.